# Van Meter (Iowa)
Van Meter – miasto w Stanach Zjednoczonych, w stanie Iowa, w hrabstwie Dallas. W 2000 liczyło 866 mieszkańców.